# Vino Barclett
Vino Barclett, né le 12 octobre 1999 à Vieux Fort à Sainte-Lucie, est un footballeur international saint-lucien jouant au poste de gardien de but.

## Biographie

### En club
Après avoir joué dans divers clubs de la Barbade, Trinité-et-Tobago, Antigua-et-Barbuda ainsi que de son pays natal, le Saint-Lucien rejoint la Jamaïque.
Là-bas, le gardien de but est recruté par le Cavalier FC avant la saison 2022 pour remplacer Jeadine White, qui quitte Cavalier pour effectuer des entraînements de présaison avec Phoenix Rising en USL Championship. Barclett déclare qu'il devait adapter son style de jeu au Cavalier FC, effectuer plus de centres et améliorer ses capacités de jeu de balle. À la suite de plusieurs bonnes performances, il reçoit le titre d'homme du match lors de plusieurs matches consécutifs en février 2022 et est surnommé "The Wall" par une partie de la presse locale. Barclett arrête les penalties de Donovan Segree et Daniel Green lorsque Cavalier s'impose face à Mount Pleasant quatre tirs au but à trois en quart de finale des play-offs de la National Premier League 2022. Cependant, après un match nul quatre buts partout sur l'ensemble des deux matches en demi-finale contre Dunbeholden, l'équipe s'incline quatre tirs au but à deux en juillet 2022.

### En sélection
En 28 juin 2017, il joue sa première rencontre en sélection face à Saint-Vincent-et-les-Grenadines lors d'un match amical. Son équipe s'impose deux buts à un.